# ذبابة البراسيكا
ذبابة البراسيكا (الاسم العلمي:Dasineura Brassicae)، هي آفة من الحشرات التي تصيب بذور المحاصيل والحبوب وخاصة بذور اللفت.

## معرض الصور

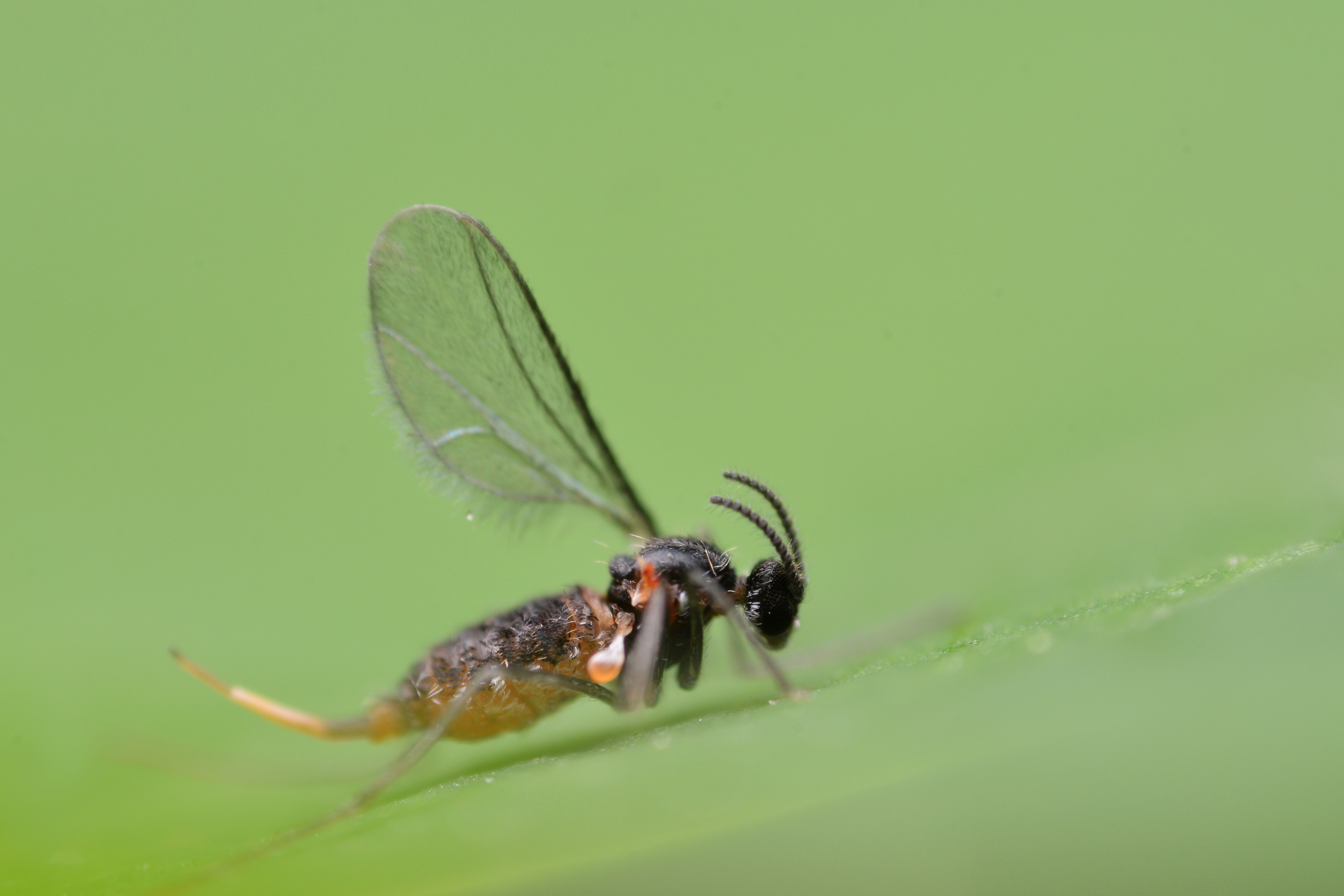
أنثى ذبابة البراسيكا
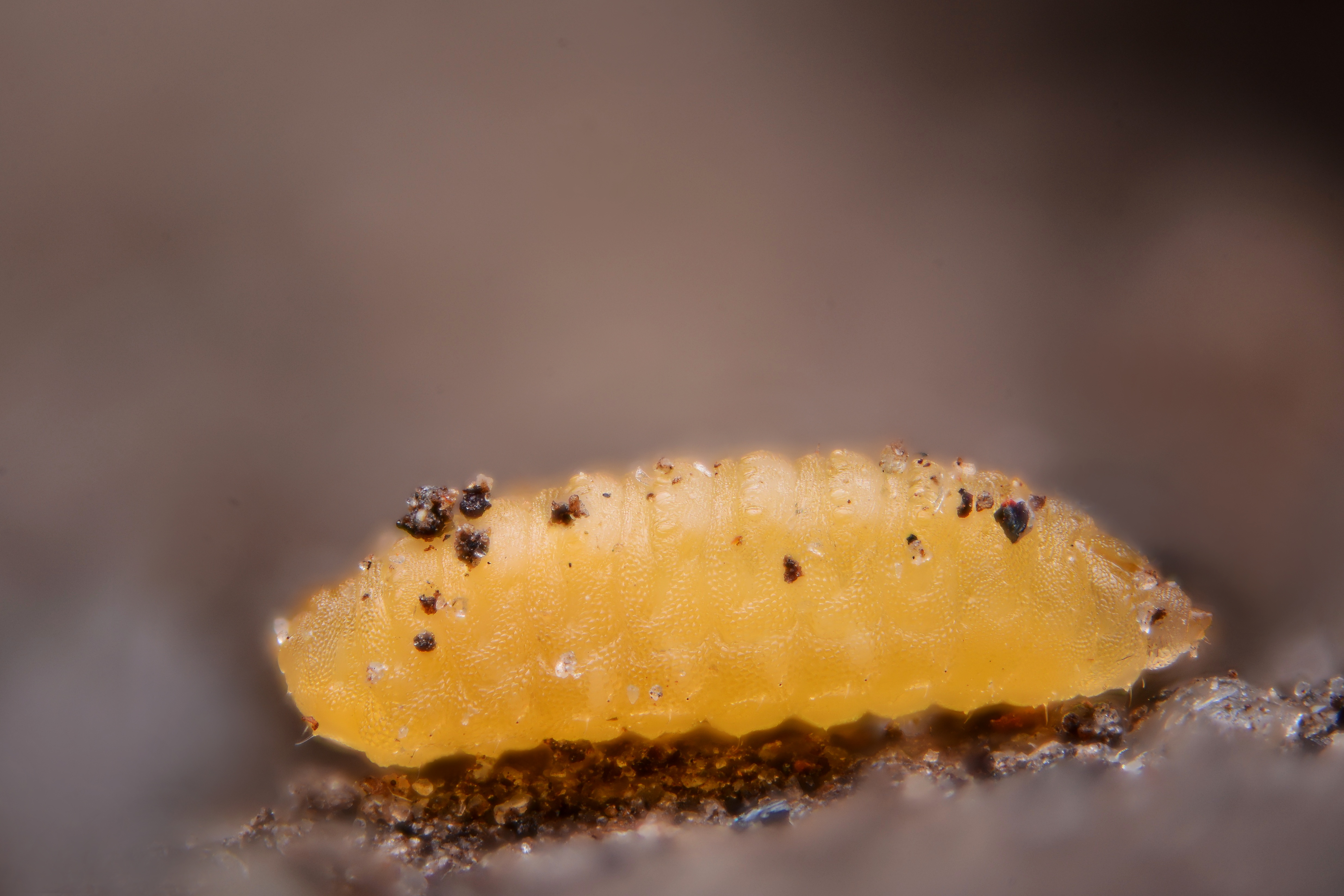
يرقة ذبابة البراسيكا على الأرض
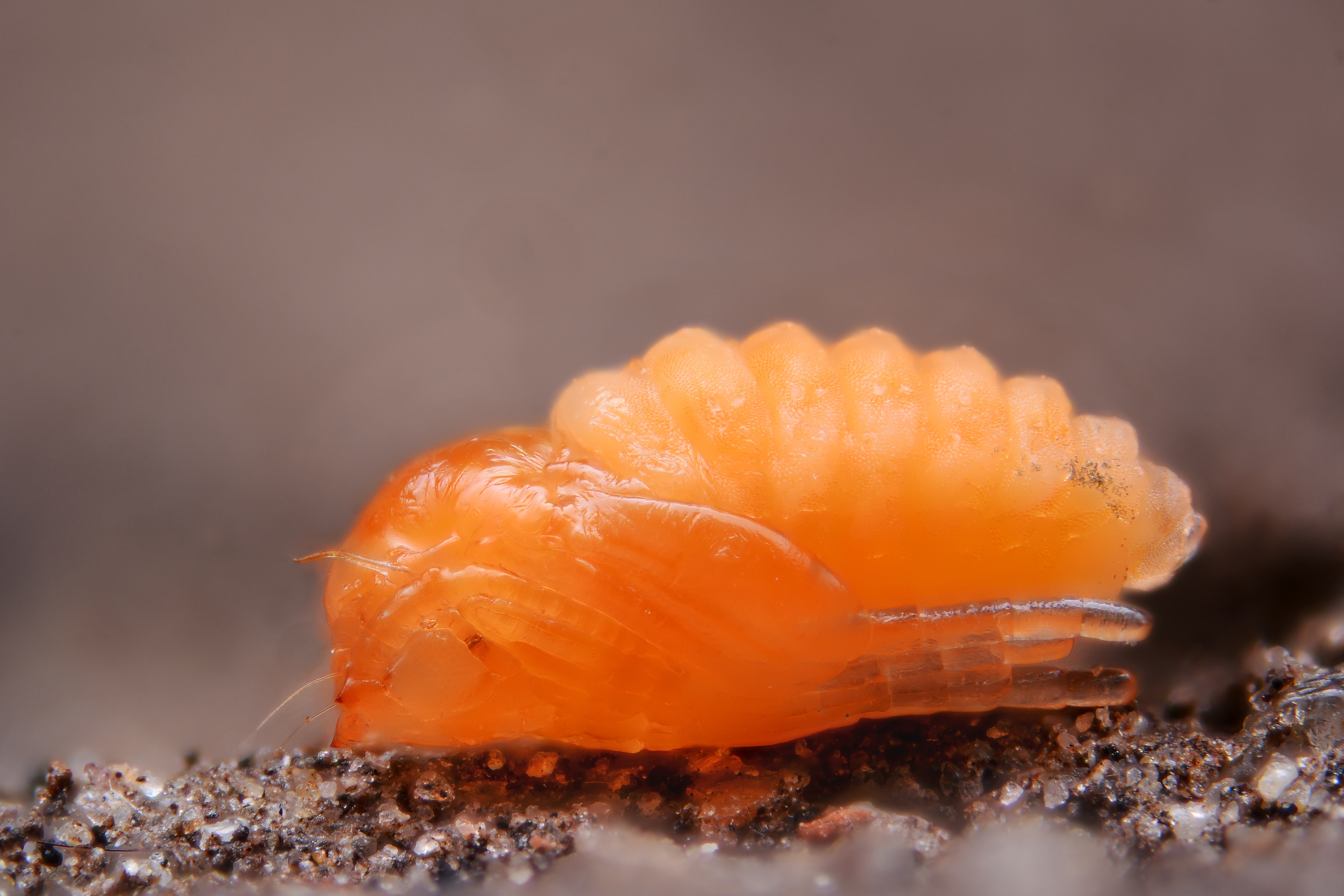
الشرانق على الأرض